# Elachistocleis
Elachistocleis là một chi động vật lưỡng cư trong họ Nhái bầu, thuộc bộ Anura.

## Hình ảnh

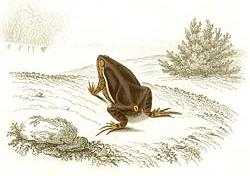
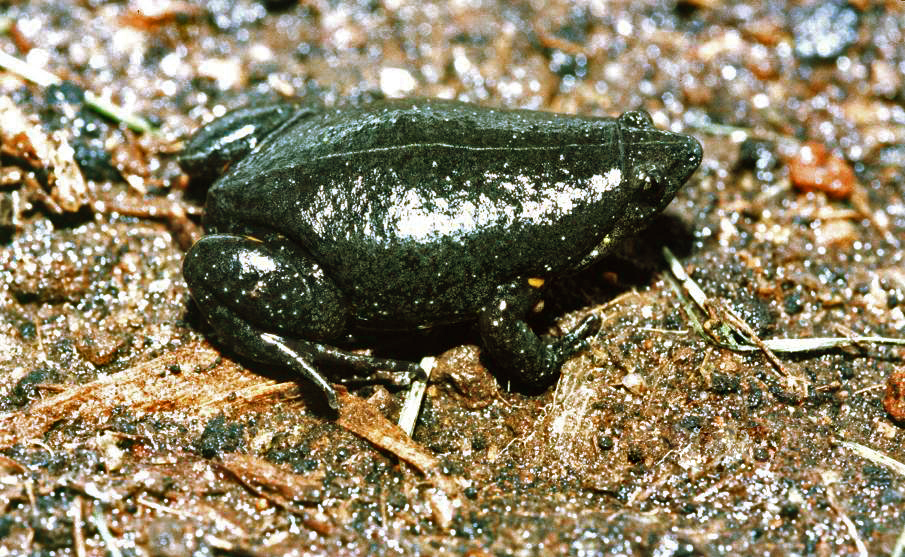

## Các loài
| Danh pháp và Tác giả                                                                                             | Tên thông thường                       |
| --- | -------------------------------------- |
| Elachistocleis bicolor (Guérin-Méneville, 1838)                                                                  | Two-colored oval frog                  |
| Elachistocleis bumbameuboi Caramaschi, 2010                                                                      | Maranhão Oval Frog                     |
| Elachistocleis carvalhoi Caramaschi, 2010                                                                        | Northwestern Tocantins Oval Frog       |
| Elachistocleis cesarii (Miranda-Ribeiro, 1920)                                                                   | São Paulo Oval Frog                    |
| Elachistocleis corumbaensis (Miranda-Ribeiro, 1920)Piva, Caramaschi, and Albuquerque, 2017                       | Piraputangas Oval Frog                 |
| Elachistocleis erythrogaster Kwet & Di-Bernardo, 1998                                                            | Red-bellied oval frog                  |
| Elachistocleis haroi Pereyra, Akmentins, Laufer & Vaira, 2013                                                    | Jujuy Oval Frog                        |
| Elachistocleis helianneae Caramaschi, 2010                                                                       | Humaitá Oval Frog                      |
| Elachistocleis nigrogularis Jowers, Othman, Borzée, Rivas, Sánchez-Ramírez, Auguste, Downie, Read & Murphy, 2021 | Black-throated Oval Frog (nomen nudum) |
| Elachistocleis magna Toledo, 2010                                                                                | Rondônia Oval Frog                     |
| Elachistocleis matogrosso Caramaschi, 2010                                                                       | Mato Grosso Oval Frog                  |
| Elachistocleis muiraquitan Nunes-de-Almeida and Toledo, 2012                                                     | Acre's Oval Frog                       |
| Elachistocleis ovalis (Schneider, 1799)                                                                          | Common oval frog (nomen nudum)         |
| Elachistocleis panamensis (Dunn, Trapido, and Evans, 1948)                                                       | Panama humming frog                    |
| Elachistocleis pearsei (Ruthven, 1914)                                                                           | Colombian plump prog                   |
| Elachistocleis piauiensis Caramaschi & Jim, 1983                                                                 | Piaui oval frog                        |
| Elachistocleis skotogaster Lavilla, Vaira & Ferrari, 2003                                                        | Santa Victoria oval frog               |
| Elachistocleis surinamensis (Daudin, 1802)                                                                       | Surinam oval frog                      |
| Elachistocleis surumu Caramaschi, 2010                                                                           | Roraima Oval Frog                      |